# Trentepohlia tenera
Trentepohlia tenera är en tvåvingeart. Trentepohlia tenera ingår i släktet Trentepohlia och familjen småharkrankar.

## Underarter
Arten delas in i följande underarter:
- T. t. javanensis
- T. t. tenera